# Côte-de-nuits-villages
Un côte-de-nuits-villages, ou vins fins de la Côte de Nuits, est un vin français d'appellation d'origine contrôlée produit sur cinq communes des extrémités nord et sud du vignoble de la côte de Nuits : Corgoloin, Comblanchien, Premeaux-Prissey, Brochon et Fixin, dans le département de la Côte-d'Or en Bourgogne-Franche-Comté.

## Histoire

### Période antique
L’édit de l'empereur romain Domitien, en 92 interdisait la plantation de nouvelles vignes hors d’Italie ; il fit arracher partiellement les vignes en Bourgogne afin d’éviter la concurrence. Mais l'empereur Probus annula cet édit en 280.

### Période médiévale

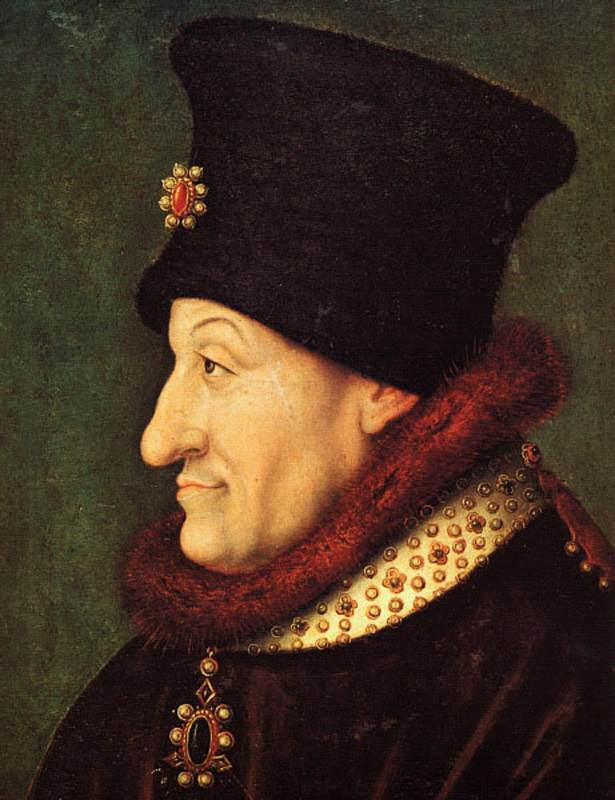
Philippe II le Hardi.

Dès le début du VIe siècle, l’implantation du christianisme avait favorisé l’extension de la vigne par la création d’importants domaines rattachés aux abbayes. En 1395, Philippe le Hardi décida d’améliorer la qualité des vins et interdit la culture du gamay au profit du pinot noir dans ses terres. Enfin en 1416, Charles VI fixa par un édit les limites de production du vin de Bourgogne. En 1477, à la mort de Charles le Téméraire, le vignoble de Bourgogne fut rattaché à la France, sous le règne de Louis XI.

### Période contemporaine

#### XIXesiècle
Dans les décennies 1830-1840, la pyrale survint et attaqua les feuilles de la vigne. Elle fut suivie d'une maladie cryptogamique, l'oïdium. 
Arriva deux nouveaux fléaux de la vigne : le premier fut le mildiou, autre maladie cryptogamique, le second le phylloxéra. Cet insecte térébrant venu d'Amérique mis très fortement à mal le vignoble bourguignon. Après de longues recherches, on finit par découvrir que seul le greffage permettrait à la vigne de pousser en présence du phylloxéra.

#### XXesiècle
Le mildiou provoque un désastre considérable en 1910.
Les techniques en viticulture et œnologie ont bien évolué depuis 50 ans (vendange en vert, table de triage, cuve en inox, pressoir électrique puis pneumatique, enjambeur remplaçant le cheval dans les années 1960-1970...).
L'appellation est reconnue par le décret du 31 juillet 1937 sous le nom de « Vins fins de la Côte de Nuits », modifié en « Côte-de-Nuits-Villages » par le décret du 20 août 1964.

#### XXIesiècle
Avec la canicule de 2003, les vendanges débutèrent pour certains domaines cette année-là à la mi-août, soit avec un mois d'avance, des vendanges très précoces qui ne s'étaient pas vues depuis 1422 et 1865 d'après les archives.
Les 29 et 30 janvier 2011, le village de Corgoloin organise la fête annuelle de la Saint-Vincent tournante, pour la première fois.

## Situation géographique
L'aire d'appellation du côte-de-nuits-villages se situe en Bourgogne, dans le département de la Côte-d'Or ; elle est divisée en deux parties : l'une, au nord, est sur les communes de Fixin et Brochon ; l'autre, plus au sud, est sur les villages de Premeaux-Prissey, Comblanchien et Corgoloin.

### Géologie et orographie
Sur les communes de Comblanchien et Corgoloin, ce sont des calcaires durs du Jurassique qui composent les pentes faibles. En bas des pentes, des limons apparaissent ; ainsi que, par endroits, des marnes bleues. Au nord, vers Fixin, les sols sont plus marneux,.

### Climatologie
C'est un climat tempéré à légère tendance continentale.
Pour la ville de Dijon (316 mètres), les valeurs climatiques jusqu'à 1990 sont :
| Mois                              | jan. | fév. | mars | avril | mai  | juin | jui. | août | sep. | oct. | nov. | déc. | année |
| --------------------------------- | ---- | ---- | ---- | ----- | ---- | ---- | ---- | ---- | ---- | ---- | ---- | ---- | ----- |
| Température minimale moyenne (°C) | −1   | 0,1  | 2,2  | 5     | 8,7  | 12   | 14,1 | 13,7 | 10,9 | 7,2  | 2,5  | −0,2 | 6,3   |
| Température moyenne (°C)          | 1,6  | 3,6  | 6,5  | 9,8   | 13,7 | 17,2 | 19,7 | 19,1 | 16,1 | 11,3 | 5,6  | 2,3  | 10,5  |
| Température maximale moyenne (°C) | 4,2  | 7    | 10,8 | 14,7  | 18,7 | 22,4 | 25,3 | 24,5 | 21,3 | 15,5 | 8,6  | 4,8  | 14,8  |
| Précipitations (mm)               | 49,2 | 52,5 | 52,8 | 52,2  | 86,3 | 62,4 | 51   | 65,4 | 66,6 | 57,6 | 64,2 | 62   | 732,2 |

## Vignoble

### Présentation

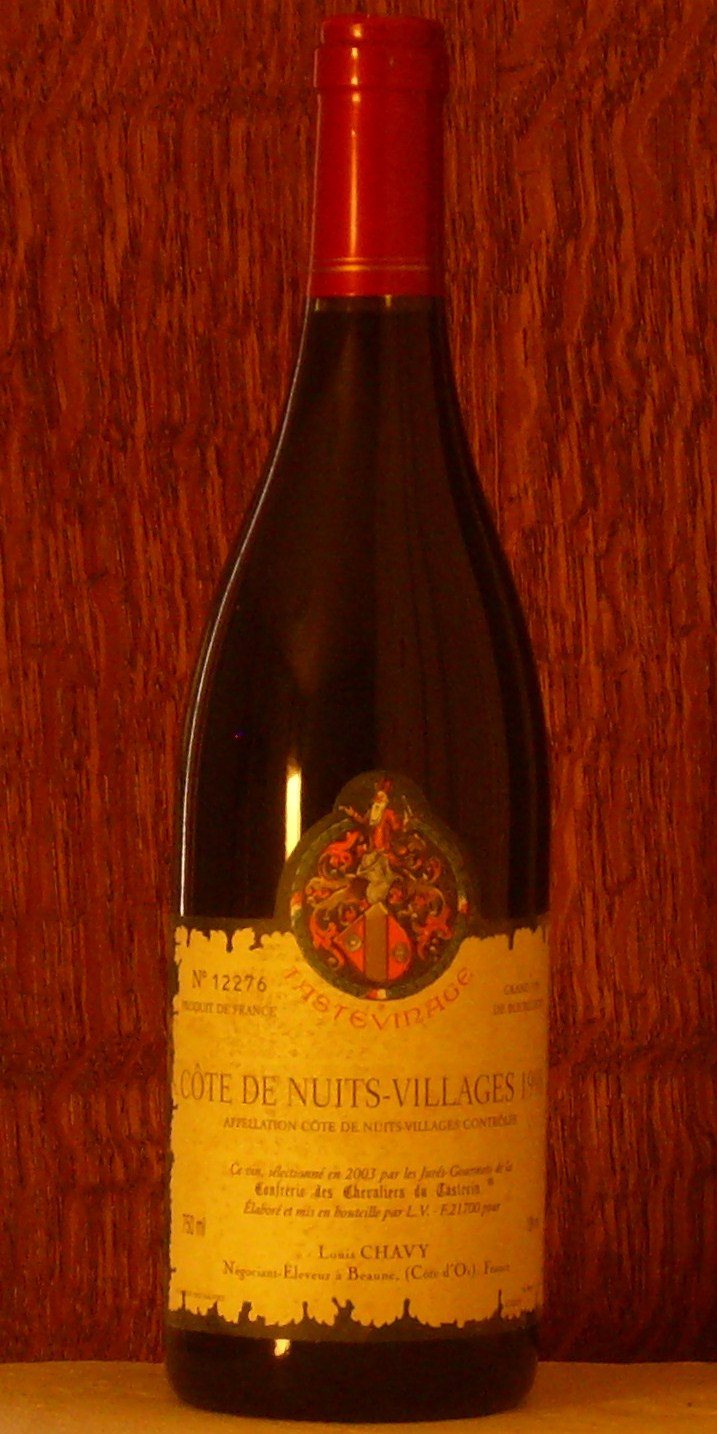
Bouteille de côte-de-nuits-villages.

Cette appellation s'étend sur 148,47 hectares et produit surtout des vins rouges (seulement 9,11 hectares de blanc).
Elle est réservée uniquement à cinq communes :
- Fixin (qui ne produit presque pas cette appellation, préférant le faire sous celle fixin) ;
- Brochon (une partie du village lui préfère l'appellation gevrey-chambertin) ;
- Premeaux-Prissey ;
- Comblanchien ;
- Corgoloin.

La production globale est d'environ 6 500 hectolitres.

### Lieux-dits
Il n'y a pas de premier cru dans l'appellation, mais comme tout le long des côtes de Nuits et de Beaune, la plupart des meilleurs climats sont à mi-pente.
À Corgoloin : Le Clos des Langres, Les Monts de Boncourt, Les Perrières, Les Chantemerles, Aux montagnes, Le clos de Magny, La Robignotte, Les Grands Terreaux, En Vireville, En la Botte, Les Chaillots et Le Creux de Sobron.
À Comblanchien : Les Essards, Le Vaucrain, Les Grandes Vignes, Belle-Vue et Au Clos Bardot.
À Premeaux-Prissey : Les Vignottes.
À Brochon : Queue de Hareng, Créole et La Croix Violette.

### Encépagement
Les cépages autorisés en blanc sont le chardonnay B et le pinot blanc B ; en rouge c'est principalement le pinot noir N, avec accessoirement le chardonnay B, le pinot blanc B et le pinot gris G (dans la limite des 15 %).
Le pinot noir compose presque exclusivement les vins rouges de l'AOC. Il est constitué de petites grappes denses, en forme de cône de pin composées de grains ovoïdes, de couleur bleu sombre. C'est un cépage délicat, qui est sensible aux principales maladies et en particulier au mildiou, au rougeot parasitaire, à la pourriture grise (sur grappes et sur feuilles), et au cicadelles. Ce cépage, qui nécessite des ébourgeonnages soignés, a tendance à produire un nombre important de grapillons. Il profite pleinement du cycle végétatif pour mûrir en première époque. Le potentiel d'accumulation des sucres est élevé pour une acidité juste moyenne et parfois insuffisante à maturité. Les vins sont assez puissant, riches, colorés, de garde. Ils sont moyennement tanniques en général.
Le chardonnay, lui, compose la majeure partie des vins blancs de l'AOC. Ses grappes sont relativement petites, cylindriques, moins denses que celles du pinot noir, constituées de grains irréguliers, assez petits, de couleur jaune doré. De maturation de première époque comme le pinot noir, il s'accommode mieux d'une humidité de fin de saison avec une meilleure résistance à la pourriture s'il n'est pas en situation de forte vigueur. Il est sensible à l'oïdium et à la flavescence dorée. Il débourre un peu avant le pinot noir, ce qui le rend également sensible aux gelées printanières. Les teneurs en sucre des baies peuvent atteindre des niveaux élevés tout en conservant une acidité importante, ce qui permet d'obtenir des vins particulièrement bien équilibrés, puissants et amples, avec beaucoup de gras et de volume.

### Méthodes culturales

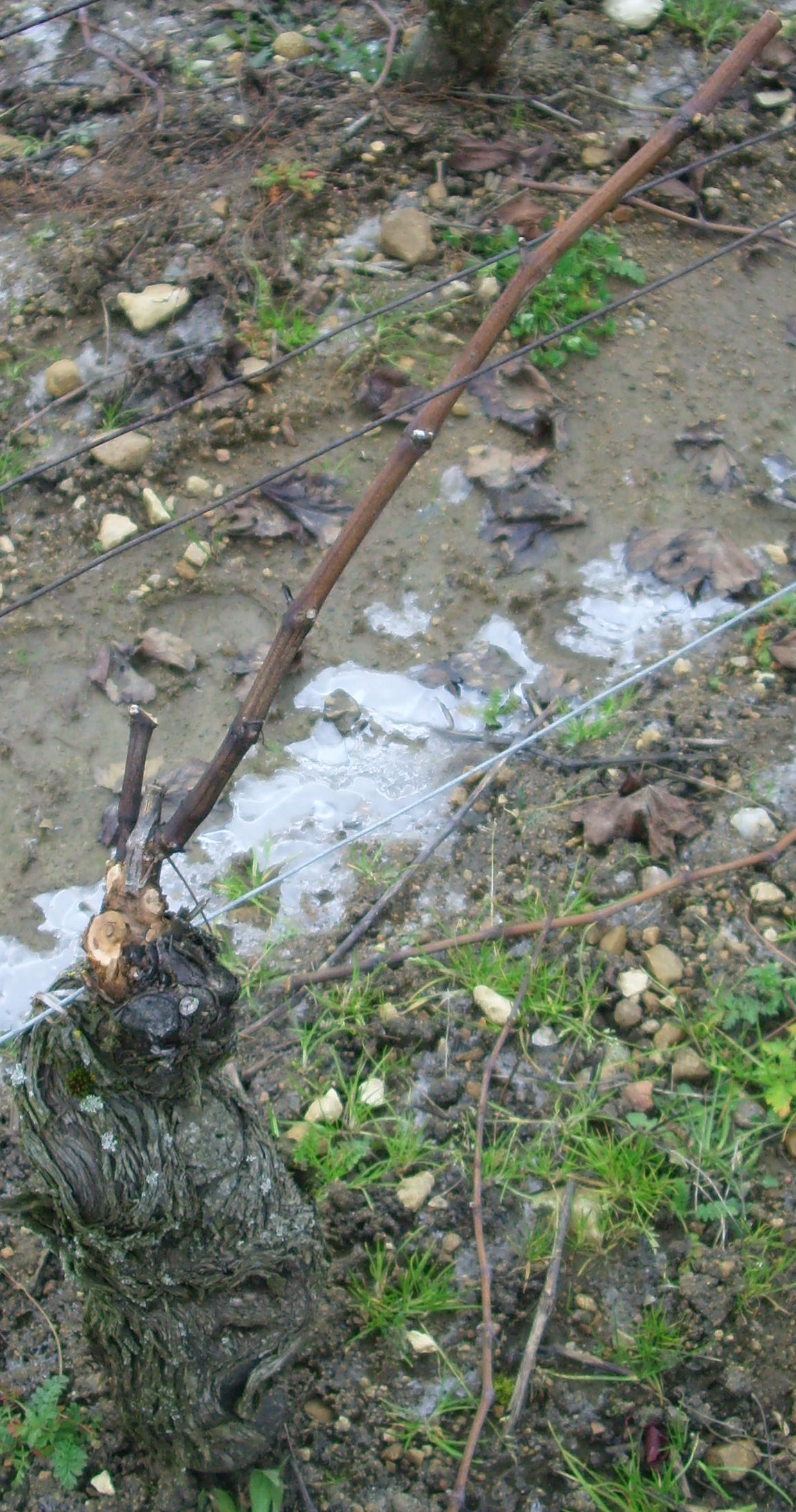
Pied de vigne taillé en guyot simple.

#### Travail manuel
Ce travail commence par la taille, en « guyot simple », avec une baguette de cinq à huit yeux et un courson de un à trois yeux. Le tirage des sarments suit la taille. Les sarments sont enlevés et peuvent être brûlés ou mis au milieu du rang pour être broyés. On passe ensuite aux réparations. Puis vient le pliage des baguettes. Éventuellement, après le pliage des baguettes, une plantation de nouvelles greffes est réalisée. L'ébourgeonnage peut débuter dès que la vigne a commencé à pousser. Cette méthode permet, en partie, de réguler les rendements. Le relevage est pratiqué lorsque la vigne commence à avoir bien poussé. En général, deux à trois relevages sont pratiqués. La vendange en vert est pratiquée de plus en plus dans cette appellation. Cette opération est faite dans le but de réguler les rendements et surtout d'augmenter la qualité des raisins restants. Pour finir avec le travail manuel à la vigne, se réalise l'étape importante des vendanges.

#### Travail mécanique
L'enjambeur est d'une aide précieuse. Les différents travaux se composent du broyage des sarments, réalisé lorsque les sarments sont tirés et mis au milieu du rang. De trou fait à la tarière, là où les pieds de vignes sont manquants, en vue de planter des greffes au printemps. De labourage ou griffage, réalisé dans le but d'aérer les sols et de supprimer des mauvaises herbes. De désherbage fait chimiquement pour tuer les mauvaises herbes. De plusieurs traitements des vignes, réalisés dans le but de les protéger contre certaines maladies cryptogamiques (mildiou, oïdium, pourriture grise, etc.) et certains insectes (eudémis et cochylis). De plusieurs rognages consistant à reciper ou couper les branches de vignes (rameaux) qui dépassent du système de palissage. Des vendanges mécaniques se réalisant avec une machine à vendanger ou une tête de récolte montée sur un enjambeur.

### Rendements
Les rendements sont de l'ordre de 40 hectolitres par hectare pour les vins rouges et 45 hectolitres par hectare pour les vins blancs.

## Vins

### Titres alcoométriques
| AOC                           | Rouge   | Rouge   | Blanc   | Blanc   |
| Titre alcoométrique volumique | minimal | maximal | minimal | maximal |
| Village                       | ?       | ?       | ?       | ?       |

### Vinification et élevage
Voici les méthodes générales de vinification de cette appellation. Il existe cependant des petites différences de méthode entre les différents viticulteurs et négociants.

#### Vinification en rouge
La récolte des raisins se fait à maturité et de façon manuelle ou mécanique. La vendange manuelle est le plus souvent triée, soit à la vigne soit à la cave avec une table de tri, ce qui permet d'enlever les grappes pourries ou insuffisamment mûres. La vendange manuelle est généralement éraflée puis mise en cuve. Une macération pré-fermentaire à froid est quelquefois pratiquée. La fermentation alcoolique peut démarrer, le plus souvent après un levurage. Commence alors le travail d'extraction des polyphénols (tanins, anthocyanes) et autres éléments qualitatifs du raisin (polysaccharides, etc.). L'extraction se faisait par pigeage, opération qui consiste à enfoncer le chapeau de marc dans le jus en fermentation à l'aide d'un outil en bois ou aujourd'hui d'un robot pigeur hydraulique. Plus couramment, l'extraction est conduite par des remontages, opération qui consiste à pomper le jus depuis le bas de la cuve pour arroser le chapeau de marc et ainsi lessiver les composants qualitatifs du raisin. Les températures de fermentation alcoolique peuvent être plus ou moins élevées suivant les pratiques de chaque vinificateur avec une moyenne générale de 28 à 35 degrés au maximum de la fermentation. La chaptalisation est réalisée si le degré naturel est insuffisant : cette pratique est réglementée. À l'issue de la fermentation alcoolique suit l'opération de décuvage qui donne le vin de goutte et le vin de presse. La fermentation malolactique se déroule après mais est dépendante de la température. Le vin est soutiré et mis en fût ou cuve pour son élevage. L'élevage se poursuit pendant plusieurs mois (12 à 24 mois) puis le vin est collé, filtré et mis en bouteilles.

#### Vinification en blanc

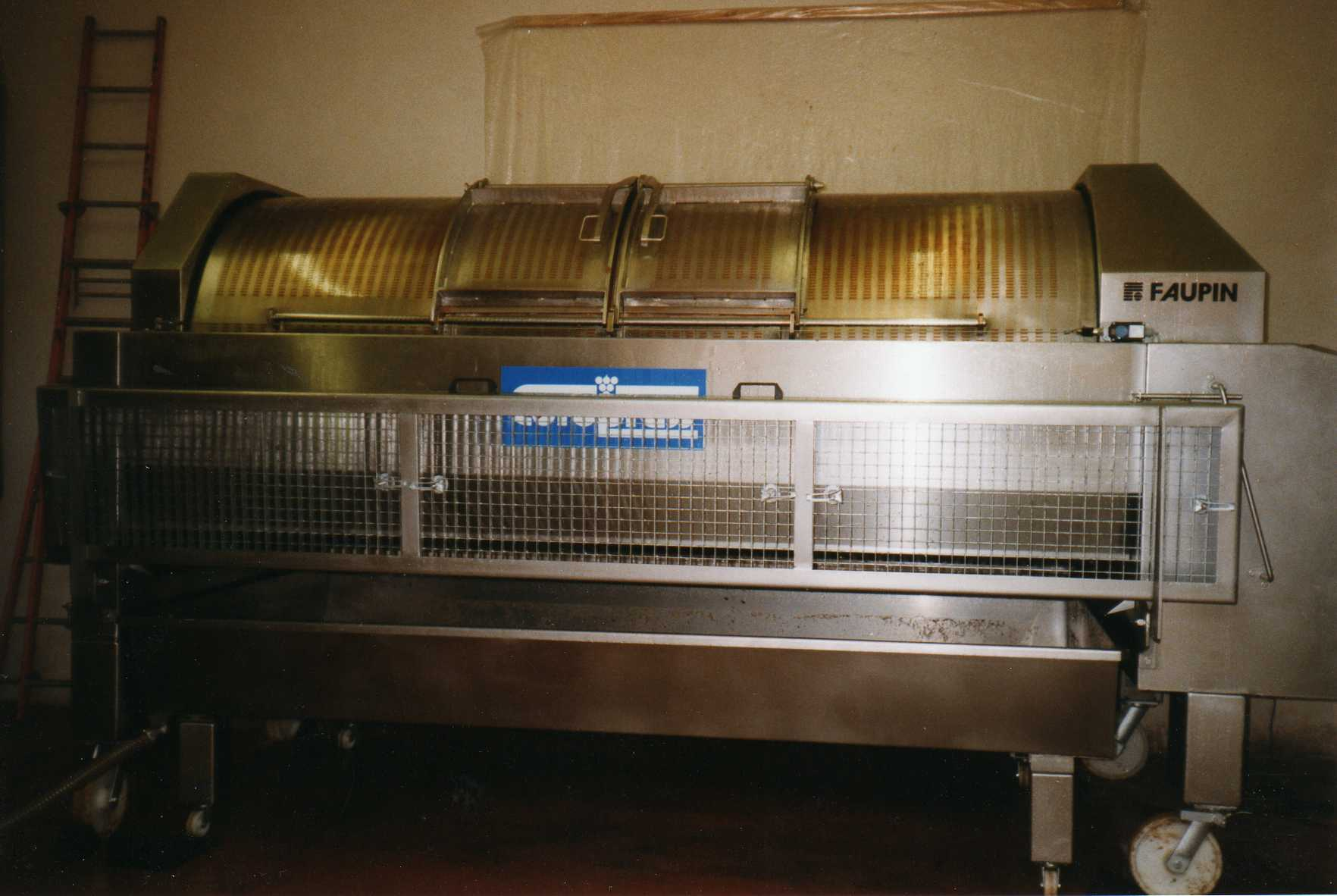
Pressoir pneumatique servant au pressurage.

Comme pour le rouge, la récolte est manuelle ou mécanique et peut être triée. Les raisins sont ensuite transférés dans un pressoir pour le pressurage. Une fois le moût en cuve, le débourbage est pratiqué généralement après un enzymage. À ce stade, une stabulation préfermentaire à froid (environ 10 à 12 degrés pendant plusieurs jours) peut être recherchée pour favoriser l'extraction des arômes. Mais le plus souvent, après 12 à 48 heures, le jus clair est soutiré et mis à fermenter. La fermentation alcoolique se déroule avec un suivi tout particulier pour les températures qui doivent rester à peu près stables (18 à 24 degrés). La chaptalisation est aussi pratiquée pour augmenter le titre alcoométrique volumique si nécessaire. La fermentation malolactique est réalisée en Fûts ou en cuves. Les vins sont élevés « sur lies », en fûts, dans lesquels le vinificateur réalise régulièrement un « bâtonnage », c'est-à-dire une remise en suspension des lies. Cette opération dure pendant plusieurs mois au cours de l'élevage des blancs. À la fin, la filtration du vin est pratiquée pour rendre les vins plus limpides. La mise en bouteille clôture l'opération.

### Dégustation
Les vins de l'appellation sont représentatifs de ceux du vignoble de la côte de Nuits par leurs caractéristiques (robe, nez et bouche), mais dans un moindre degré de finesse ou de concentration.
En rouge, le côte-de-nuits-villages a une robe rubis, un nez et une bouche selon son climat et son producteur plutôt fruités (fruits rouges frais : cerise, groseille, cassis ou fraise) ou plutôt charpentés (austérité tannique, puissance alcoolique), certains plus sur les épices douces (réglisse) ou végétaux (sous-bois, champignon).
L'élevage en fût de chêne (certains producteurs vont jusqu'à 18 ou 20 mois) rajoute des notes boisés et vanillées, atténuant les tannins, mais nécessite un peu de garde.
En blanc, le côte-de-nuits-villages a une robe or vert, un nez et une bouche marqués par le chardonnay, plutôt floraux (fleurs blanches : aubépine, acacias) ou fruités (fruits jaunes : agrumes), souvent marqués par le passage en fût (boisés, vanillés).
Les vins produit à partir d'un assemblage intégrant un peu de pinot blanc au chardonnay sont plus vifs (pointe acidulée).

### Gastronomie
Les côte-de-nuits-villages rouges accompagnent de préférence les pièces de bœuf, le bœuf bourguignon, le pot-au-feu, les terrines, les pâtés, les abats, le porc, le pigeon ou la caille, l'agneau rôti, le veau braisé ou encore le lapin en civet.
Il conviendrait avec les fromages forts bourguignons : l'époisses, le langres et l'ami de Chambertin.
La plupart des rouges peuvent être ouverts dans leur jeunesse (dans ce cas il est judicieux de l'ouvrir à l'avance, voir de la carafer), mais la plupart sont plus austères et ont besoin de trois à six ans de garde.
Température de service : 13 à 14 °C.
Les côte-de-nuits-villages blancs se marient avec le jambon persillé, les terrines, les escargots de Bourgogne, tous les poissons y compris grillés, les fromages de chèvre, le comté (pas trop vieux ni trop fort), le beaufort et la famille des gruyères (suisse ou français).
Température de service : 11 à 12 °C.

## Économie

### Structure des exploitations
Il existe des domaines de tailles différentes. Ces domaines mettent tout ou une partie de leurs propres vins en bouteilles et s'occupent aussi de le vendre. Les autres, ainsi que ceux qui ne vendent pas tous leurs vins en bouteilles, les vendent aux maisons de négoce.
Les maisons de négoce achètent leurs vins, en général, en vin fait (vin fini) mais parfois en raisin ou en moût. Elles achètent aux domaines et passent par un courtier en vin qui sert d'intermédiaire moyennant une commission de l'ordre de 2 % à la charge de l'acheteur.

### Commercialisation
La commercialisation de cette appellation se fait par divers canaux de vente : dans les caveaux du viticulteur, dans les salons des vins (vignerons indépendants, etc.), dans les foires gastronomiques, par exportation, dans les cafés-hôtels-restaurants (CHR), dans les grandes et moyennes surfaces (GMS).